# 蘿蘭莎·伊柔
蘿蘭莎·伊柔（英語：Lorenza Izzo，1989年9月19日—）是一名智利知名女演員及模特兒。她曾於多部著名恐怖片出演過（大部分皆由其前夫艾利·羅斯執導），例如《劫後餘生》、《當辣妹來敲門》、《食人煉獄》、《假期真要命》等。現時她亦於非恐怖片中飾演重要配角，例如《生命中的美好意外》中的艾蓮娜、《滴答屋》中的巴納菲爾德太太等。2019年，她於昆汀·塔倫提諾執導的電影《從前，有個好萊塢》中擔任重要角色之一。

## 外部連結
- 蘿蘭莎·伊柔在互联网电影资料库（IMDb）上的資料（英文）